# ميلتون بوستو
ميلتون بوستو (بالإسبانية: Milton Bustos)‏ هو لاعب كرة قدم نيكاراغوي في مركز الوسط، ولد في 19 أبريل 1982 في مسايا في نيكاراغوا. شارك مع منتخب نيكاراغوا لكرة القدم. أما مع النوادي، فقد لعب مع Diriangén FC ‏.

## وصلات خارجية
- ميلتون بوستو على موقع الاتحاد الدولي (مؤرشف)  (الإنجليزية)
- ميلتون بوستو على موقع قاعدة بيانات كرة القدم.إي يو (الإنجليزية)
- ميلتون بوستو على موقع ناشيونال فوتبول تيمز (الإنجليزية)